# George de la jungla
George de la jungla (títol original en anglès, George of the Jungle) és una sèrie de televisió animada. Es tracta d'un rellançament de la sèrie de televisió animada estatunidenca homònima de 1967, que al seu torn és una paròdia del personatge de ficció Tarzan, creat per Edgar Rice Burroughs. Utilitzant l'animació Flash, va ser produïda al Canadà i emesa a Teletoon. El remake es manté majoritàriament fidel a la producció original, amb algunes diferències clau entre les dues. Un episodi del programa normalment consta de dos segments d'11 minuts, a diferència de la sèrie original, que presentava altres històries com Tom Slick i Super Chicken. S'ha doblat al català pel canal Super3.
La sèrie original es va emetre des del 29 de juny de 2007 fins a l'11 de gener de 2008. La sèrie original es va estrenar a Teletoon l'11 de gener de 2008 i a Cartoon Network als Estats Units exactament un any abans.
La sèrie va tornar 9 anys després de la primera temporada original amb una segona temporada el 10 de setembre de 2016. La temporada de reestrena va concloure el 18 de febrer de 2017.